# World's Best Racehorse Rankings
Longines World's Best Racehorse Rankings (LWBRR), känd som World Thoroughbred Racehorse Rankings (WTRR) före 2012, är hästkapplöpningens motsvarighet till World Rankings av andra stora idrottsorganisationer som ATP Tennis Rankings, World Golf Rankings, FIFA World Rankings och IRB Rugby World Rankings.
Betygen sammanställs under överseende av The International Federation of Horseracing Authorities (IFHA). Betygen baseras på hästarnas prestation i större löp, där kvaliteten på motståndet och prestationerna för varje häst spelar in.

## Högst rankade hästar
| År   | Rating | Häst                   | Tränad         | Löp                                                |
| ---- | ------ | ---------------------- | -------------- | -------------------------------------------------- |
| 2003 | 134    | Hawk Wing (USA)        | Irland         | Lockinge Stakes                                    |
| 2004 | 130    | Ghostzapper (USA)      | USA            | Breeders' Cup Classic                              |
| 2005 | 130    | Hurricane Run (IRE)    | Frankrike      | Prix de l'Arc de Triomphe                          |
| 2006 | 129    | Invasor (ARG)          | USA            | Breeders' Cup Classic                              |
| 2007 | 131    | Manduro (GER)          | Frankrike      | Prince of Wales's Stakes                           |
| 2008 | 130    | Curlin (USA)           | USA            | Dubai World Cup / Stephen Foster Handicap          |
| 2008 | 130    | New Approach (IRE)     | Irland         | Champion Stakes                                    |
| 2009 | 136    | Sea The Stars (IRE)    | Irland         | Irish Champion Stakes                              |
| 2010 | 135    | Harbinger (GB)         | Storbritannien | King George VI & Queen Elizabeth Stakes            |
| 2011 | 136    | Frankel (GB)           | Storbritannien | Sussex Stakes                                      |
| 2012 | 140    | Frankel (GB)           | Storbritannien | Queen Anne Stakes / Juddmonte International Stakes |
| 2013 | 130    | Treve (FR)             | Frankrike      | Prix de l'Arc de Triomphe                          |
| 2013 | 130    | Black Caviar (AUS)     | Australien     | T J Smith Stakes                                   |
| 2014 | 130    | Just A Way (JPN)       | Japan          | Dubai Duty Free                                    |
| 2015 | 134    | American Pharoah (USA) | USA            | Breeders' Cup Classic                              |
| 2016 | 134    | Arrogate (USA)         | USA            | Breeders' Cup Classic                              |
| 2017 | 134    | Arrogate (USA)         | USA            | Dubai World Cup                                    |
| 2018 | 130    | Cracksman (GB)         | Storbritannien | Champion Stakes                                    |
| 2018 | 130    | Winx (AUS)             | Australien     | Queen Elizabeth Stakes (ATC)                       |
| 2019 | 128    | Crystal Ocean (GB)     | Storbritannien | Prince of Wales's Stakes                           |
| 2019 | 128    | Enable (GB)            | Storbritannien | King George VI and Queen Elizabeth Stakes          |
| 2019 | 128    | Waldgeist (GB)         | Frankrike      | Prix de l'Arc de Triomphe                          |
| 2020 | 130    | Ghaiyyath (IRE)        | Storbritannien | International Stakes                               |
| 2021 | 129    | Knicks Go (USA)        | USA            | Breeders' Cup Classic                              |